# Aphaenogaster torossiani
Aphaenogaster torossiani é uma espécie de inseto do gênero Aphaenogaster, pertencente à família Formicidae.